# Doris Helmberger-Fleckl
Doris Helmberger-Fleckl (* 1974 in Kirchdorf an der Krems) ist eine österreichische Journalistin.

## Leben
Doris Helmberger hat an der Universität Graz Theologie und Germanistik studiert und mit einer Arbeit über Hans Küng und sein Projekt Weltethos abgeschlossen.
Seit 2000 ist sie Redakteurin bei der österreichischen Wochenzeitung Die Furche für die Ressorts Gesellschaft, Wissenschaft und Bildung. Im August 2019 wurde sie als Nachfolgerin von Rudolf Mitlöhner Chefredakteurin des Blattes.